# دانشکده پزشکی هرمزگان
دانشکده پزشکی دانشگاه علوم پزشکی هرمزگان یکی از دانشکده‌های پزشکی ایران وابسته به دانشگاه علوم پزشکی هرمزگان در بندرعباس است. این دانشکده در سال ۱۳۶۵ بنیانگذاری شد و دارای ۲ بیمارستان آموزشی است.

## تاریخچه
دانشکده پزشکی هرمزگان در سال ۱۳۶۵ بنیانگذاری شد. هم‌اکنون ریاست این دانشکده را دکتر احمد آقا نگهی برعهده دارد.